# Megaselia incompressa
Megaselia incompressa är en tvåvingeart som beskrevs av Rudolf Beyer 1965. Megaselia incompressa ingår i släktet Megaselia och familjen puckelflugor. Inga underarter finns listade i Catalogue of Life.